# Oscar Collazo (Boxer)
Oscar Manuel Collazo (* 15. Januar 1997 in Villalba, Puerto Rico) ist ein puerto-ricanischer Profiboxer und aktueller WBO-Weltmeister im Minimumgewicht.

## Amateurkarriere
Oscar Collazo gewann eine Bronzemedaille bei den Panamerikameisterschaften 2017 in Honduras, als er erst im Halbfinale gegen Joahnys Argilagos ausgeschieden war. Mit diesem Erfolg war er für die Weltmeisterschaften 2017 in Deutschland qualifiziert, wo er in der Vorrunde Jauheni Karmiltschik besiegte, aber im Achtelfinale knapp mit 2:3 erneut gegen Argilagos ausschied.
Im April 2019 erkämpfte er sich beim Qualifizierungsturnier in Nicaragua einen Startplatz für die Panamerikaspiele 2019 in Peru. Dort schlug er Luis Delgado aus Ecuador, Damián Arce aus Kuba und Yuberjen Martínez aus Kolumbien, gewann die Goldmedaille und wurde damit zum ersten puerto-ricanischen Panamerikaspielesieger im Boxen seit McWilliams Arroyo, der 2007 Gold im Fliegengewicht gewonnen hatte.

## Profikarriere
Er bestritt sein Profidebüt im Februar 2020 und wurde am 27. Mai 2023 mit einem Sieg gegen Melvin Jerusalem WBO-Weltmeister.